# Carspect
Carspect är ett svenskt företag verksamt inom fordonsbesiktning och förarassistansrelaterade tester. Bolaget öppnade sin första besiktningsstation den 1 juli 2010 i samband med att Sveriges marknad för bilbesiktning öppnades för konkurrens. Sedan dess har det etablerat sig som en av de större aktörerna i landet.

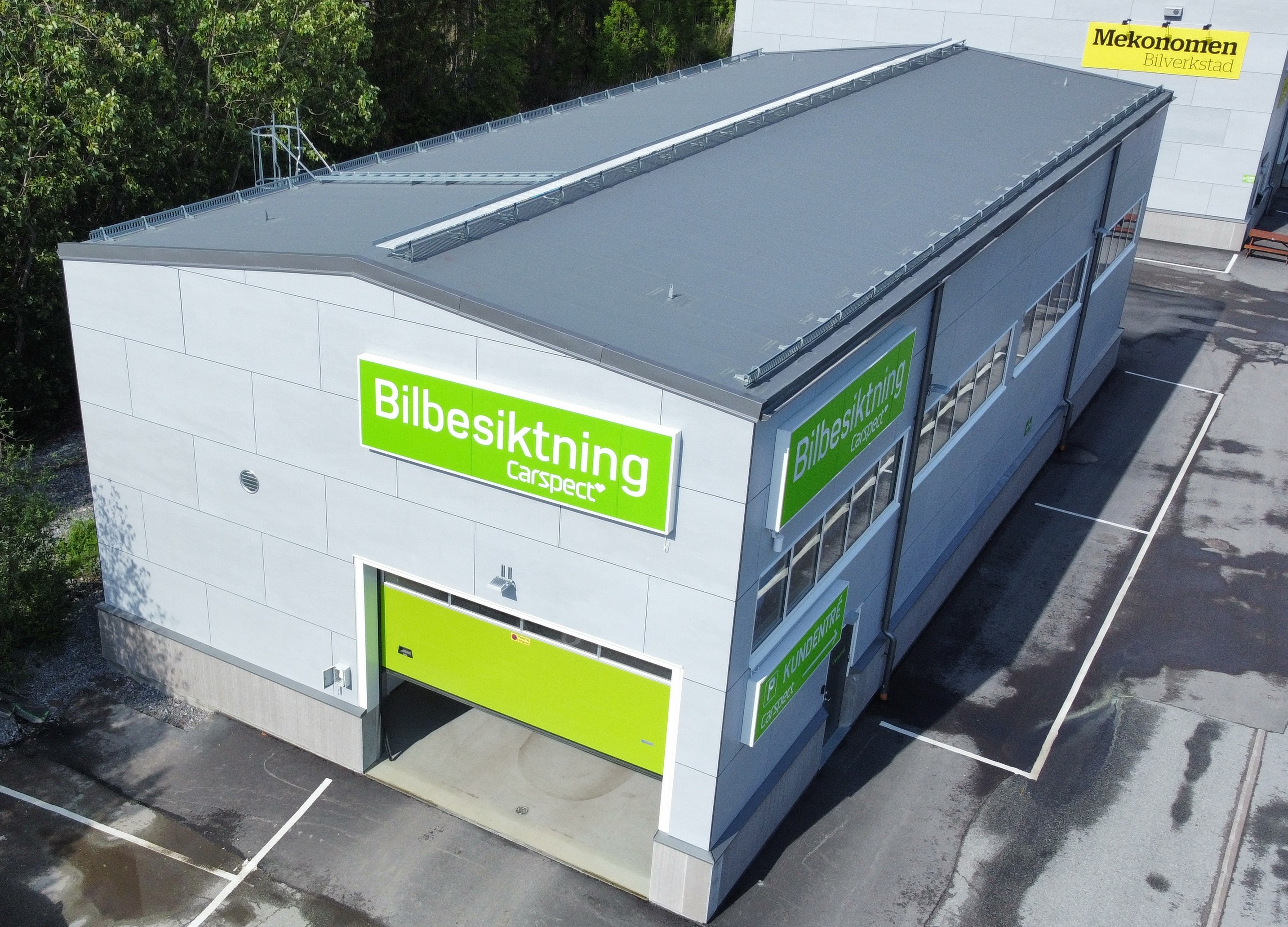
Carspect‐station på Ekerö, öppnad september 2023

## Historia
Bolaget registrerades hos Bolagsverket den 23 december 2008. Carspect startade sin verksamhet med öppningen av sin första besiktningsstation i Tyresö den 1 juli 2010. Under de följande åren expanderade företaget genom förvärv och nyöppning av stationer i bland annat Östergötlands län, Skåne län, Västra Götalands län och Mälardalen. År 2015 lanserades konditionstest, och 2023 infördes batteritest för el- och laddhybridbilar. Fram till 2025 har Carspect etablerat över 120 stationer och anställt mer än 300 medarbetare.
I augusti 2024 förvärvades Carspect av den internationella koncernen TÜV SÜD och ingår sedan dess som en del av deras globala nätverk av fordonsbesiktningsföretag.

## Ägarskap och bolagsstruktur
Carspect är organiserat som en del av moderbolaget Carspect Group Holding AB, med dotterbolag i Sverige, Estland (Carspect OÜ) och Lettland (Carspect SIA). Bolaget förvärvades i augusti 2018 av den europeiska private equity-fonden IK Partners (IK Small Cap II Fund) från A-Katsastus Oy (en del av Bridgepoint-portföljen). Under IK Partners ägande genomfördes nyetableringar i Sverige samt tilläggsförvärv i Baltikum.
I augusti 2024 förvärvades Carspect av den internationella koncernen TÜV SÜD och ingår sedan dess som en del av deras globala nätverk av fordonsbesiktningsföretag.

## Tjänster
Carspect erbjuder tjänster som:
- Kontrollbesiktning – obligatorisk besiktning enligt svenska regelverk
- Efterkontroll – uppföljande kontroller efter godkända anmärkningar
- Registreringsbesiktning – besiktning av nytillverkade eller importerade fordon
- Frivilliga fordonstester – exempelvis batteritest, konditionstest och veteranfordonstest

## Stationer
Per 2025 har Carspect över 120 stationer spridda över hela Sverige.